# Joseph Shivers
Joseph Clois Shivers, ml. (29. listopadu 1920 – 1. září 2014) byl americký textilní chemik, který v roce 1950 jako zaměstnanec firmy DuPont vynalezl termoplastický elastomer, dnes známý jako Lycra (Spandex).

## Život
Joseph Shivers se narodil v roce 1920 v Marltonu v New Jersey. V roce 1940 vystudoval na Duke University organickou chemii a získal tituly B.Sc., MA a Ph.D. V průběhu druhé světové války ještě jako student participoval na výrobě léku proti malárii pro vojáky v zámoří. Od roku 1946 začal pracovat pro firmu DuPont jako výzkumný pracovník na úseku vývoje polymerů. Poté, co se podílel i na jiných polyesterových projektech, se Shivers připojil k výzkumnému úkolu, který usiloval o vynalezení syntetického elastomeru. Přestože byl projekt pozastaven, Shiversovi se podařil v roce 1950 průlom, když se pokusil o úpravu polyesteru Dacron.
Získal polyester, který se při zachování své elasticity byl schopen natáhnout až na pětisetnásobek své původní délky. Jeho vlastnosti byly příznivé a Shivers spolu s dalšími zaměstnanci tak vynalezl nový, lepší druh polyesteru, který je dnes znám pod obchodní značkou Lycra. Po tomto objevu byl povýšen ve firmě DuPont, kde se v roce 1962 začalo s masovou výrobou oděvů z tohoto polyesteru, na školitele. V současné době se Lycra nejvíce uplatňuje při výrobě sportovních oděvů, plavek, legín, punčochového zboží a spodního prádla. Úspěch tohoto výrobku vygradoval v roce 1990, kdy firma DuPont zaznamenala rekordní zisk. Z firmy odešel v roce 1980, kdy zde působil jako technický ředitel odboru vláken.
V roce 1998 mu byla udělena prestižní Olney medaile za přínos v oboru i za jeho práci v American Association of Textile Chemists and Colorists (AATCC). Tím se stal 55. příjemcem medaile v její historii. DuPont udělil Shiversovi v roce 1995 Lavoisierovu medaili, což představuje nejvyšší firemní ocenění.
Byl ženatý s Margaret Warren Shiversovou, původem z Ohia, měl s ní tři děti. Před smrtí se ve svém volném čase zaměřoval na ochutnávky vín a miloval práci s dřevem. Byl členem bratrství Phi Beta Kappa.